# Марек Ульріх
Марек Ульріх (нім. Marek Ulrich, 12 січня 1997) — німецький плавець.